# Bruno Dechamps
Bruno Dechamps (* 4. April 1925 in Aachen; † 15. April 1992 in Frankfurt am Main) war ein deutscher Journalist.

## Leben
Er wuchs als jüngster von fünf Kindern des Textilfabrikanten Paul Dechamps und seiner Frau Kitty Herman in Aachen auf. Er studierte an der Universität  Heidelberg. Er war Teilnehmer eines von Henry Kissinger an der Harvard University organisierten International Seminars.
Nach seiner Promotion 1950 wurde er 1963 Mitherausgeber der Frankfurter Allgemeinen Zeitung. 1980 begründete er in Königstein im Taunus zusammen mit Eduard Kroker die Vortragsreihe Königsteiner Forum.

## Werke (Auswahl)
- Macht und Arbeit der Ausschüsse, der Wandel der parlamentarischen Willensbildung. Westkulturverlag A. Hain, Meisenheim am Glan 1954
- Wertewandel und Lebenssinn (Hrsg., mit Eduard J. M. Kroker), Frankfurt 1990, ISBN 978-3-924875-58-9
- Europa, ein Weg zum Frieden? (Hrsg., mit Eduard J. M. Kroker), Frankfurt 1991, ISBN 978-3-924875-68-8
- Fortschritt, ein Gebot der Humanität? (Hrsg., mit Eduard J. M. Kroker), Frankfurt 1992, ISBN 978-3-924875-98-5
- Die Deutschen auf der Suche nach ihrer neuen Identität?, Frankfurt 1993
- Deutschland auf dem Weg zu einer multikulturellen Gesellschaft?, Frankfurt 1996
- Arbeit der Zukunft. Definiert sich der Mensch durch seine Arbeit? (Hrsg., mit Eduard J. M. Kroker), Frankfurt 2000, ISBN 978-3-89843-019-7
- Zeitenwende. Wohin bewegt sich die Welt? Wohin wird sie getrieben? Frankfurt 2001, ISBN 978-3-89843-061-6